# Brian Gilbert (tenis)
John Brian Gilbert (17 de julio de 1887 – 28 de julio de 1974) fue un tenista inglés de individuales masculinos.
Gilbert compitió en los Juegos Olímpicos de Verano de 1924 y en los Wimbledon Championships de 1922-1933. Gilbert alcanzó las semifinales en Wimbledon en 1922, venciendo a Theodore Mavrogordato antes de perder contra Randolph Lycett.

## Finales de Grand Slam

### Dobles mixtos: (1 título)
| Resultado | Fecha | Campeonato | Superficie | Compañero    | Oponentes                              | Marcador      |
| --------- | ----- | ---------- | ---------- | ------------ | -------------------------------------- | ------------- |
| Victoria  | 1924  | Wimbledon  | Césped     | Kitty McKane | Dorothy Shepherd-Barron Leslie Godfree | 6–3, 3–6, 6–3 |